# 25 образов страстей человеческих

Последние четыре изображения «25 образов страстей человеческих», Франс Мазерель, 1918 год

«25 образов страстей человеческих» (фр. 25 images de la passion d'un homme) — первая работа в жанре романа без слов. Написана бельгийским художником Франсом Мазерелем в 1918 году, опубликована в том же году в Швейцарии.
Работа рассказывает о молодом человеке, протестующем против несправедливости относительно рабочего класса в индустриальном обществе. Рождённый у матери-одиночки, он с трудом зарабатывает на жизнь, пьёт алкоголь и пользуется услугами проституток вместе со своими коллегами. Также он занимается самообразованием, читая и разговаривая с коллегами, и руководит протестами против работодателя, за что в конце его расстреливают власти.
Название и содержание работы имеют библейскую тематику и были вдохновлены средневековыми гравюрами по дереву. В соответствии с политическими взглядами Мазереля, вместо Иисуса Христа мучеником изображён обычный человек, но Иисус светится на кресте во время суда над этим обычным человеком.
Графически работа использует технику немецкого экспрессионизма, хотя эксперты расходятся во мнениях относительно принадлежности работы экспрессионизму — например, немецкий искусствовед Лотар Ланг считает, что революционные взгляды выводят его за границы течения экспрессионизма. Американский критик Перри Уиллет (англ. Perry Willett) проводит параллель между сюжетом работы «25 образов страстей человеческих» и антивоенной пьесой «Преображение» (нем. Die Wandlung; 1919) немецкого драматурга-экспрессиониста Эрнста Толлера, но отмечает больший политический подтекст первой.